# Оук Крик (Висконсин)
Оук Крик (енгл. Oak Creek) град је у америчкој савезној држави Висконсин.

## Демографија
По попису из 2010. године број становника је 34.451, што је 5.995 (21,1%) становника више него 2000. године.
| Група             | 2000.          | 2010.          |
| Белци             | 25.514 (89,7%) | 28.587 (83,0%) |
| Афроамериканци    | 519 (1,8%)     | 958 (2,8%)     |
| Азијати           | 680 (2,4%)     | 1.553 (4,5%)   |
| Хиспаноамериканци | 1.267 (4,5%)   | 2.582 (7,5%)   |
| Укупно            | 28.456         | 34.451         |